# Kantipur (journal)
Pour l’article homonyme, voir Kantipur.
Kantipur, en népalais कान्तिपुर, est un journal quotidien en langue népalaise, publié à Katmandou (Népal) par le groupe de presse et de médias Kantipur Publications Pvt. Ltd., auquel il a donné son nom.
Ce quotidien, le plus lu au Népal, a un tirage estimé à 210 000 exemplaires.
Il a été lancé en février 1993, en même temps que The Kathmandu Post, moins de trois ans après l'instauration d'un régime parlementaire multipartiste au Népal.

## Kantipur Publications Pvt. Ltd.
Le groupe Kantipur Publications Pvt. Ltd. publie notamment, outre le quotidien dont il tire son nom :
- le quotidien de langue anglaise The Kathmandu Post, dont la diffusion est estimée à 40 000 exemplaires ;
- diverses publications en népalais :
  - le tabloïd hebdomadaire de divertissement Saptahik (en népalais : साप्ताहिक), dont la diffusion est estimée à 80 000 exemplaires ;
  - le magazine mensuel féminin Nari (en népalais : नारी), dont la diffusion est estimée à 32 000 exemplaires ;
  - l'hebdomadaire d'informations générales Nepal Weekly (en népalais : नेपाल), dont la diffusion est estimée à 35 000 exemplaires.

Le groupe s'est également diversifié dans la radiodiffusion, la télévision et Internet :
- Kantipur Television Network, appelée ordinairement KTV, réseau de télévision diffusant ses programmes propres mais également affilié au réseau CNN ;
- Kantipur FM 96.1, radio en modulation de fréquence créée en 1998, diffusée dans le centre et dans l'Est du Népal ;
- eKantipur.com, portail d'informations et de services sur le Web, en langue anglaise.